# Frederick Eaton
Frederick Eaton, noto anche come Fred Eaton (Los Angeles, 1856 – Los Angeles, 11 marzo 1934), è stato un ingegnere e politico statunitense.

## Biografia
Come sindaco di Los Angeles, in California, ebbe un ruolo fondamentale nella trasformazione e nell'espansione della città tra la fine del XIX e l'inizio del XX secolo. Eaton fu il cervello politico dietro il progetto dell'acquedotto di Los Angeles all'inizio del Novecento, ideato da William Mulholland.

## Introduzione
Frederick Eaton nacque a Los Angeles nel 1856, in una importante famiglia i cui membri furono tra i fondatori di quella che è divenuta la città di Pasadena. Da adulto Eaton divenne un repubblicano radicale. Fu un promotore della Ricostruzione dopo la Guerra di secessione, delle nuove ferrovie e degli approvvigionamenti idrici nella California meridionale. Nel 1898 divenne sindaco di Los Angeles.

## Imprese
Fred Eaton studiò ingegneria da autodidatta e divenne nel 1875, a soli 19 anni, il sovrintendente della Los Angeles City Water Company. Come capo della Water Company, nel 1878 Eaton assunse per la prima volta William Mulholland per lo scavo dei fossati destinati ai canali di distribuzione delle acque dal fiume Los Angeles alla città.
Nel 1886 Eaton riprogettò e rinnovò il Los Angeles Park, l'attuale del Pershing Square, con un "piano ufficiale dei parchi", e fu ribattezzato 6th Street Park.

### Acquedotto di Los Angeles
Eaton fu il sindaco di Los Angeles dal 1898 al 1900. Durante la campagna elettorale, propose di istituire un nuovo sistema idrico per la città di Los Angeles. Un anno dopo, nel 1899, fu approvata dagli elettori della città una misura per un prestito obbligazionario di 2,09 milioni di dollari per l'acquisto del sistema della Los Angeles City Water Company ("Società idrica della città di Los Angeles", l'azienda privata che aveva in concessione la gestione degli impianti e dei servizi per l'approvvigionamento idrico della città). Alcuni anni dopo, Los Angeles si trovò di fronte a un problema: una popolazione in rapido sviluppo che minacciava l'approvvigionamento idrico della città. Disperato per trovare una nuova fonte idrica per la città, Eaton rammentò un campeggio nelle Sierras dove "abbassò lo sguardo sul Lago Owens e pensò a tutta l'acqua dolce che vi affluiva e che andava sprecata. Sì, Los Angeles era a circa 200 miglia (320 chilometri) di distanza, ma era tutta in discesa. Tutto ciò che si sarebbe dovuto fare per spostare [l'acqua] verso la città era scavare qualche canale, posare qualche tubo e lasciare che la gravità facesse il resto". In altre parole, Eaton si rese conto di un'opportunità per sostenere la crescita di Los Angeles e prese nelle sue mani la faccenda per la città.
Nel 1906, il Consiglio dei Commissari delle acque creò l'Ufficio dell'acquedotto di Los Angeles. Nominarono William Mulholland come ingegnere capo, che pianificò e sviluppò l'acquedotto di Los Angeles. L'acquedotto fu completato nel 1913. L'acquedotto portò abbondante acqua a Los Angeles, alimentando la sua esplosiva crescita demografica. Esso deviò anche il fiume Owens e i suoi affluenti, sottraendo l'acqua alla Valle di Owens e finendo per rovinare le fattorie e le comunità locali.

#### Controversia
Durante il periodo in cui Eaton stava rilevando i terreni della Valle di Owens per il suo personale progetto idrico, anche il governo federale era impegnato a bonificare i terreni di quell'area per un grande sistema di irrigazione in attuazione del Newlands Reclamation Act ("Legge per la bonifica di nuove terre") recentemente approvato. Molti agricoltori locali cedettero volentieri la loro terra per rendere possibile questo progetto. Tuttavia, poiché anche Eaton stava comprando migliaia di acri di terra nello stesso periodo, "era una supposizione comune, ma infondata, nella valle che Eaton stesse rappresentando il Reclamation Service. Eaton non fece nulla per correggere la deduzione che la sua  attività nella valle fosse collegata al progetto del governo". Oltre a nascondere consapevolmente delle informazioni, Eaton usò informazioni riservate avute da Joseph Lippincott, l'ingegnere regionale del Reclamation Service, per riuscire a ottenere i diritti di utilizzazione dell'acqua.:64
Le subdole manovre di Los Angeles per ottenere i diritti di utilizzazione dell'acqua della Valle di Owens fecero infuriare molti residenti. Verso il 1924, quando Los Angeles aveva prelevato così tanta acqua dalla valle che il Lago Owens si era prosciugato, gli agricoltori e i proprietari dei ranch si ribellarono. Essi ricorsero così alla violenza e fecero esplodere con la dinamite il canale di cemento dell'acquedotto.

### Round Valley - Diga di St. Francis
Fred Eaton usò le informazioni riservate ottenute in anticipo da Joseph Lippincott sul progetto dell'acquedotto per far arricchire lui e i suoi soci a spese della città di Los Angeles e dei proprietari terrieri della Valle di Owens. Eaton asserì in un'intervista del 1905 al Los Angeles Express che aveva trasferito tutti i suoi diritti di utilizzazione dell'acqua a Los Angeles senza farsi pagare per essi, "tranne per il fatto che ho trattenuto il bestiame che sono stato costretto a prendere nel fare gli accordi... e dei terreni con prati di montagna senza alcun valore tranne che per il pascolo". Mulholland and Los Angeles progettavano originariamente di usare una porzione della terra posseduta da Eaton per costruire un bacino idrico di riserva. La Round Valley, i "terreni con prati di montagna" di Eaton", era ubicata strategicamente sul fiume Owens nella contea di Inyo a monte della Gola dell'Owens e della Valle di Owens: era quindi un ottimo sito da acquistare. Alla fine, le pretese di Eaton di un milione di dollari per venderlo divennero così rigide che determinarono la rottura dei suoi rapporti conMulholland.
William Mulholland rifiutò di autorizzare l'acquisto ed esplorò altre aree per costruire il bacino. Alla fine si fermò su un'area che aveva già considerato come sito per una potenziale diga durante il processo di progettazione e costruzione dell'acquedotto di Los Angeles, una sezione del Canyon di San Francisquito ubicata a nord dell'attuale Valle di Santa Clarita, e costruì la diga di St. Francis. Nel marzo del 1928, la diga subì un cedimento catastrofico a causa di formazioni del substrato roccioso di cui si ignorava la fragilità. L'inondazione che ne seguì causò un'enorme distruzione e numerose vittime a valle lungo il fiume Santa Clara. Le finanze di Eaton crollarono nello stesso anno, e il suo ranch fu acquistato dal Los Angeles Department of Water and Power, che vi creò il Lago Crowley per la nuova riserva del sistema dell'acquedotto.
Fred Eaton morì a Los Angeles nel 1934.